# والنتین پاولف
والنتین افیمویچ پاولف (روسی: Павлов, Валентин Ефимович؛ ۳ نوامبر ۱۹۰۵ – ۱۷ ژانویهٔ ۱۹۸۶) یک فیلم‌بردار سینما و تلویزیون اهل اتحاد جماهیر شوروی بود. سبک هنری او، «رئالیسم سوسیالیستی» بود.
او برندهٔ جوایز متعددی همچون «هنرمند برگزیدهٔ جمهوری شوروی فدراتیو سوسیالیستی روسیه»، «نشان استالین» و «نشان لنین» شده بود. وی سه مرتبه جایزه دولتی اتحاد شوروی را دریافت کرد.
از فیلم‌ها یا مجموعه‌های تلویزیونی که وی در آن‌ها نقش داشته است، می‌توان به ابله اشاره نمود.